# 북유럽 청동기 시대
북유럽 청동기 시대는 스칸디나비아의 선사시대의 시대 구분이자, 이 시기에 존재했던 문화이다. 시기적으로는 대략 기원전 2000년부터 기원전 500년경까지, 지리적으로는 스칸디나비아 반도 남부와 독일 북부에 걸쳐 있었다.
매듭무늬토기 문화의 북유럽 지역변종인 전부 문화와 독일 북부 지역변종인 단장무덤 문화, 그리고 중앙 유럽에서 들어온 벨 비커 문화를 배경으로 하여, 신석기 말인 기원전 1750년경부터 힌스가블 단검(Hindsgavl Dagger) 시대의 후속 문화로서 등장하기 시작하였다. 청동기 시대 말인 기원전 9세기부터 철 야금술이 도입되었으며, 기원전 5세기경에는 철기 문화인 북유럽 철기 시대와 야스토르프 문화로 이어진다.

## 상세
북유럽 청동기 시대라는 개념을 만든 스웨덴의 고고학자 몬텔리우스는 이 시대를 여섯 개의 시기로 또 나누었다. 처음 세 시기를 모아 '전기 북유럽 청동기', 나머지 세 시기를 '후기 북유럽 청동기'라고도 한다.

## 같이 보기
- 선상열석